# نتگیر
نتگیر (انگلیسی: Netgear) شرکت سخت‌افزار آمریکایی است، که در سال ۱۹۹۶ تأسیس شد.